# Faurea intermedia
Faurea intermedia är en tvåhjärtbladig växtart som beskrevs av Engl. & Gilg. Faurea intermedia ingår i släktet Faurea och familjen Proteaceae. Inga underarter finns listade i Catalogue of Life.